# Alexander Binder (Regisseur)

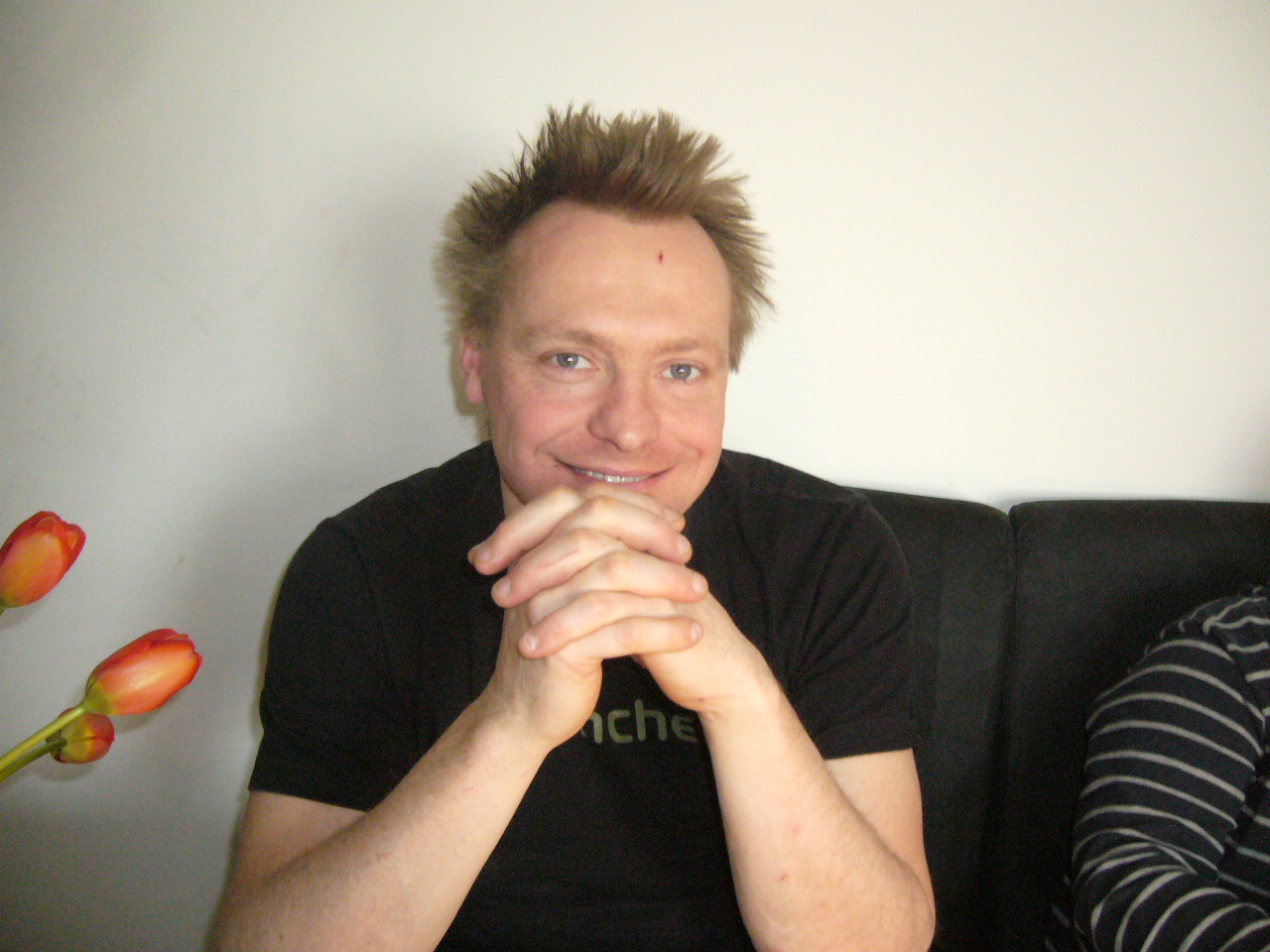
Alexander Binder beim Filmfestival Leipzig

Alexander Binder (* 1969 in Bad Ischl, Oberösterreich) ist ein österreichischer Filmregisseur, Kameramann und Filmproduzent.

## Leben
Alexander Binder wuchs in Hallstatt und Rosenheim auf. Von 1991 bis 1995 studierte er Architektur an der Technischen Universität Wien und Philosophie an der Universität Wien. Von 1994 bis 1999 studierte er an der Filmakademie Wien.

## Filmografie (Auswahl)

### Regie
Dokumentarfilme
- 2003: Stossek 68 – 86
- 2005: Frequently Asked Questions

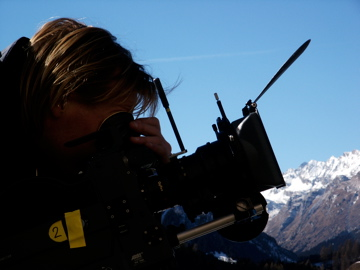
Alexander Binder beim Dreh von Keine Insel

- 2006: Keine Insel – Die Palmers Entführung 1977
- 2008: Nichts ist spannender als die Wirklichkeit
- 2010: ZLIN Die gelebte Utopie
- 2013: AUS STAATSRAISON Das Prinzip Lüge

Kurzfilme
- 1991: Snake
- 1993: Himmelreich
- 1994: Dürre Dirne (Galgenlied)
- 1995: Snakkerdu Densk in Allentsteig
- 1996: Le Camelier
- 1996: Österreich im Herbst 95
- 1999: Wolkenbügel

### Kamera (Auswahl)
- 1995: Die Bäder von Lucca
- 2001: Eine Hälfte der Nacht
- 2001: Für einen Moment
- 2003: Tosca (Musikprojekt) – Wonderful
- 2005: Import Export Das Tier neben uns
- 2006: Jeder siebte Mensch
- 2006: Nichts ist spannender als die Wirklichkeit
- 2010: ZLIN Die gelebte Utopie
- 2013: AUS STAATSRAISON Das Prinzip Lüge
- 2014 "WILDBACH TONI - Kritik der reinen Vernunft"
- 2015: After the Monuments Men
- 2018: Moritz Daniel Oppenheim: The first Jewish painter

## Festivals und Preise
- Viennale, Festival der Nationen, Paris, Teheran, Triest, Winterthur, Leipzig
- Austin, Madrid Semana de Cine Experimental, Regensburg, Hamburg, Movcities Wien
- Kapfenberg, Hannover, Rotterdam, Amsterdam, Montecatini Therme, Mexico
- München Dokumentarfilmfest, Duisburger Filmwoche, Seine St. Denis
- Montpellier
- Lobende Erwähnung Diagonale 2005
- Nominierung zum "Axel Corti Preis" der Erwachsenenbildung
- Landeskulturpreis Talent Oberösterreich für Experimentalfilm
- Erasmus EuroMedia Awards 2008: Country Medal[1]
- 2 Filme in der Sammlung "Filmhimmel 100 Jahre Österreichisches Kino" (Stossek 68-86 und Wolkenbügel)

## Belege
1. ↑  Archivierte Kopie (Memento vom 6. Januar 2013 im Internet Archive)

| Personendaten    | Personendaten                                                |
| ---------------- | ------------------------------------------------------------ |
| NAME             | Binder, Alexander                                            |
| KURZBESCHREIBUNG | österreichischer Filmregisseur, Kameramann und Filmproduzent |
| GEBURTSDATUM     | 1969                                                         |
| GEBURTSORT       | Bad Ischl, Oberösterreich                                    |